# Martha Ackelsberg
Martha A. Ackelsberg (nascida em 1946) é uma cientista política, anarquista e acadêmica de estudos femininos estadunidense. Seu trabalho se concentra na natureza do poder e sua relação com as comunidades. Os casos usados em sua pesquisa incluem o ativismo feminista nos Estados Unidos e a Mujeres Libres, uma organização anarcofeminista de mulheres durante a Revolução Espanhola de 1936.